# Tetranematichthys
Tetranematichthys es un género de peces actinopeterigios de agua dulce, distribuidos por ríos de la vertiente atlántica de América del Sur.

## Especies
Existen solamente tres especies reconocidas en este género:
- Tetranematichthys barthemi Peixoto y Wosiacki, 2010[4]
- Tetranematichthys quadrifilis (Kner, 1858)
- Tetranematichthys wallacei Vari y Ferraris, 2006